# Pallamano ai Giochi della XXVII Olimpiade - Torneo maschile
Il torneo maschile di pallamano ai Giochi della XXVII Olimpiade si è svolto dal 16 al 30 settembre 2000 ed è stato ospitato dal The Dome e dal Pavilion 2 presso il parco olimpico di Sydney.
La medaglia d'oro è stata vinta dalla Russia, che in finale ha superato la Svezia per 28-26, alla quale è andata la medaglia d'argento. La medaglia di bronzo è andata alla Spagna, che nella finale per il terzo posto ha sconfitto la Jugoslavia.
La finale mise di fronte le prime due classificate nei due gironi preliminari. Rispetto al precedente torneo olimpico, la formula è stata cambiata, attivando i quarti di finale, ai quali avevano accesso le prime quattro classificate nei gironi preliminari. I campioni olimpici in carica della Croazia avevano mancato la qualificazione al torneo olimpico del 2000, dopo essere stati sconfitti dalla Slovenia, esordiente al torneo olimpico, nello spareggio al campionato europeo. Ai quarti di finale si qualificarono tutte e sette le nazionali europee più l'Egitto. In finale arrivarono Svezia e Russia, nella riedizione della finale del campionato mondiale 1999, che aveva visto trionfare gli svedesi. Gli svedesi si portarono avanti alla fine del primo tempo, ma i russi li raggiunsero e superarono nella seconda metà di gioco e, grazie anche alle parate di Andrej Lavrov, tennero il vantaggio fino alla fine della partita, chiusa sul 28-26 per la Russia. Per la Svezia si trattò della seconda finale olimpica persa consecutivamente.

## Medagliati
| Oro | Argento | Bronzo |
| Russia Dmitry Filippov Vyacheslav Gorpishin Oleg Khodkov Eduard Koksharov Denis Krivošlykov Vasily Kudinov Stanislav Kulinchenko Dmitry Kuzelev Andrej Lavrov Igor Lavrov Sergey Pogorelov Pavel Sukosyan Dmitri Torgovanov Aleksandr Tuchkin Lev Voronin | Svezia Magnus Andersson Martin Boquist Martin Frändesjö Mathias Franzén Peter Gentzel Andreas Larsson Ola Lindgren Stefan Lövgren Staffan Olsson Johan Petersson Tomas Svensson Tomas Sivertsson Pierre Thorsson Ljubomir Vranjes Magnus Wislander | Spagna David Barrufet Talant Duyshebaev Mateo Garralda Rafael Guijosa Demetrio Lozano Enric Masip Jordi Núñez Jesús Olalla Juan Pérez Xavier O'Callaghan Antonio Carlos Ortega Antonio Ugalde Iñaki Urdangarin Alberto Urdiales Andrei Xepkin |

## Formato
Le dodici squadre partecipanti sono state inserite in un due gironi da sei squadre ciascuno, e ciascuna squadra affronta tutte le altre del girone per un totale di cinque giornate. Le prime quattro classificate accedevano ai quarti di finale, mentre le quinte e seste classificate accedevano alla finale per il piazzamento. Le sconfitte dai quarti di finale partecipavano a dei play-off per la definizione dei piazzamenti.

## Squadre partecipanti
|                                   | Data                      | Sede     | Posti | Qualificate                                             |
| --------------------------------- | ------------------------- | -------- | ----- | ------------------------------------------------------- |
| Paese organizzatore               |                           |          | 1     | Australia                                               |
| Campionato mondiale 1999          | 1º-15 giugno 1999         | Egitto   | 7     | Svezia Russia Jugoslavia Spagna Germania Francia Egitto |
| Giochi panamericani 1999          | 31 luglio - 8 agosto 1999 | Canada   | 1     | Cuba                                                    |
| Torneo africano di qualificazione | 15-18 ottobre 1999        | Benin    | 1     | Tunisia                                                 |
| Campionato europeo 2000           | 21-31 gennaio 2000        | Croazia  | 1     | Slovenia                                                |
| Campionato asiatico 2000          | 24-30 gennaio 2000        | Giappone | 1     | Corea del Sud                                           |
| Totale                            |                           |          | 12    |                                                         |

## Fase a gironi

### Girone A

#### Classifica
| Pos. | Squadra       | Pt | G | V | N | P | GF  | GS  | DR  |
| ---- | ------------- | -- | - | - | - | - | --- | --- | --- |
| 1.   | Russia        | 8  | 5 | 4 | 0 | 1 | 129 | 121 | +8  |
| 2.   | Germania      | 7  | 5 | 3 | 1 | 1 | 128 | 113 | +15 |
| 3.   | Jugoslavia    | 6  | 5 | 3 | 0 | 2 | 130 | 127 | +3  |
| 4.   | Egitto        | 6  | 5 | 3 | 0 | 2 | 122 | 115 | +7  |
| 5.   | Corea del Sud | 3  | 5 | 1 | 1 | 3 | 128 | 131 | -3  |
| 6.   | Cuba          | 0  | 5 | 0 | 0 | 5 | 128 | 158 | -30 |

#### Risultati
| Sydney 16 settembre 2000, ore 9:30 | Germania | 30 – 20 (15-11) | Cuba | Pavilion 2 |

| Sydney 16 settembre 2000, ore 14:30 | Jugoslavia | 25 – 24 (12-10) | Corea del Sud | Pavilion 2 |

| Sydney 16 settembre 2000, ore 19:30 | Russia | 22 – 21 (15-7) | Egitto | Pavilion 2 |

| Sydney 18 settembre 2000, ore 9:30 | Corea del Sud | 24 – 24 (13-11) | Germania | Pavilion 2 |

| Sydney 18 settembre 2000, ore 14:30 | Egitto | 22 – 25 (14-11) | Jugoslavia | Pavilion 2 |

| Sydney 18 settembre 2000, ore 19:30 | Cuba | 26 – 31 (14-15) | Russia | Pavilion 2 |

| Sydney 20 settembre 2000, ore 11:30 | Russia | 26 – 24 (9-11) | Corea del Sud | Pavilion 2 |

| Sydney 20 settembre 2000, ore 14:30 | Egitto | 29 – 26 (12-11) | Cuba | Pavilion 2 |

| Sydney 20 settembre 2000, ore 21:30 | Jugoslavia | 22 – 28 (11-13) | Germania | Pavilion 2 |

| Sydney 22 settembre 2000, ore 9:30 | Corea del Sud | 21 – 28 (8-15) | Egitto | Pavilion 2 |

| Sydney 22 settembre 2000, ore 11:30 | Jugoslavia | 33 – 26 (16-10) | Cuba | Pavilion 2 |

| Sydney 22 settembre 2000, ore 19:30 | Germania | 25 – 23 (11-15) | Russia | Pavilion 2 |

| Sydney 24 settembre 2000, ore 11:30 | Cuba | 28 – 35 (13-15) | Corea del Sud | Pavilion 2 |

| Sydney 24 settembre 2000, ore 16:30 | Germania | 21 – 22 (11-8) | Egitto | Pavilion 2 |

| Sydney 24 settembre 2000, ore 21:30 | Russia | 27 – 25 (14-12) | Jugoslavia | Pavilion 2 |

### Girone B

#### Classifica
| Pos. | Squadra   | Pt | G | V | N | P | GF  | GS  | DR  |
| ---- | --------- | -- | - | - | - | - | --- | --- | --- |
| 1.   | Svezia    | 10 | 5 | 5 | 0 | 0 | 155 | 121 | +34 |
| 2.   | Francia   | 7  | 5 | 3 | 1 | 1 | 120 | 104 | +16 |
| 3.   | Spagna    | 6  | 5 | 3 | 0 | 2 | 144 | 126 | +18 |
| 4.   | Slovenia  | 5  | 5 | 2 | 1 | 2 | 137 | 127 | +10 |
| 5.   | Tunisia   | 2  | 5 | 1 | 0 | 4 | 111 | 117 | -6  |
| 6.   | Australia | 0  | 5 | 0 | 0 | 5 | 106 | 178 | -72 |

#### Risultati
| Sydney 16 settembre 2000, ore 11:30 | Francia | 24 – 24 (9-11) | Slovenia | Pavilion 2 |

| Sydney 16 settembre 2000, ore 16:30 | Spagna | 24 – 22 (12-10) | Tunisia | Pavilion 2 |

| Sydney 16 settembre 2000, ore 21:30 | Svezia | 44 – 23 (23-12) | Australia | Pavilion 2 |

| Sydney 18 settembre 2000, ore 11:30 | Tunisia | 17 – 20 (11-11) | Francia | Pavilion 2 |

| Sydney 18 settembre 2000, ore 16:30 | Australia | 23 – 39 (7-17) | Spagna | Pavilion 2 |

| Sydney 18 settembre 2000, ore 21:30 | Slovenia | 30 – 32 (17-12) | Svezia | Pavilion 2 |

| Sydney 20 settembre 2000, ore 9:30 | Svezia | 27 – 18 (13-11) | Tunisia | Pavilion 2 |

| Sydney 20 settembre 2000, ore 16:30 | Australia | 20 – 33 (9-14) | Slovenia | Pavilion 2 |

| Sydney 20 settembre 2000, ore 19:30 | Spagna | 23 – 25 (11-11) | Francia | Pavilion 2 |

| Sydney 22 settembre 2000, ore 14:30 | Tunisia | 34 – 24 (15-11) | Australia | Pavilion 2 |

| Sydney 22 settembre 2000, ore 16:30 | Spagna | 31 – 28 (17-13) | Slovenia | Pavilion 2 |

| Sydney 22 settembre 2000, ore 21:30 | Francia | 23 – 24 (11-9) | Svezia | Pavilion 2 |

| Sydney 24 settembre 2000, ore 9:30 | Slovenia | 22 – 20 (9-12) | Tunisia | Pavilion 2 |

| Sydney 24 settembre 2000, ore 14:30 | Francia | 28 – 16 (13-7) | Australia | Pavilion 2 |

| Sydney 24 settembre 2000, ore 19:30 | Svezia | 28 – 27 (13-14) | Spagna | Pavilion 2 |

## Fase finale

### Tabellone
|  | Quarti di finale          | Quarti di finale          |                           |        | Semifinali         | Semifinali         |  |  | Finale                    | Finale |
|  |                           |                           |                           |        |                    |                    |  |  |                           |        |
|  | Sydney, 26 settembre 2000 |                           |                           |        |                    |                    |  |  |                           |        |
|  |                           |                           |                           |        |                    |                    |  |  |                           |        |
|  | Russia                    | 33                        |                           |        |                    |                    |  |  |                           |        |
|  | Russia                    | 33                        | Sydney, 29 settembre 2000 |        |                    |                    |  |  |                           |        |
|  | Slovenia                  | 22                        |                           |        |                    |                    |  |  |                           |        |
|  | Slovenia                  | 22                        | Russia                    | 29     |                    |                    |  |  |                           |        |
|  | Sydney, 26 settembre 2000 |                           | Russia                    | 29     |                    |                    |  |  |                           |        |
|  |                           | Jugoslavia                | 26                        |        |                    |                    |  |  |                           |        |
|  | Francia                   | Jugoslavia                | 26                        | 21     |                    |                    |  |  |                           |        |
|  | Francia                   |                           | Sydney, 30 settembre 2000 | 21     |                    |                    |  |  |                           |        |
|  | Jugoslavia                | 26                        |                           |        |                    |                    |  |  |                           |        |
|  | Jugoslavia                | 26                        | Russia                    | 28     |                    |                    |  |  |                           |        |
|  | Sydney, 26 settembre 2000 |                           | Russia                    | 28     |                    |                    |  |  |                           |        |
|  |                           | Svezia                    | 26                        |        |                    |                    |  |  |                           |        |
|  | Germania                  | Svezia                    | 26                        | 26     |                    |                    |  |  |                           |        |
|  | Germania                  | Sydney, 29 settembre 2000 |                           | 26     |                    |                    |  |  |                           |        |
|  | Spagna                    | 27                        |                           |        |                    |                    |  |  |                           |        |
|  | Spagna                    | 27                        | Spagna                    | 25     | Finale terzo posto | Finale terzo posto |  |  |                           |        |
|  | Sydney, 26 settembre 2000 |                           | Spagna                    | 25     | Finale terzo posto | Finale terzo posto |  |  |                           |        |
|  |                           | Svezia                    | 32                        |        |                    |                    |  |  |                           |        |
|  | Svezia                    | Svezia                    | 32                        | 27     | Jugoslavia         | 22                 |  |  |                           |        |
|  | Svezia                    |                           |                           | 27     | Jugoslavia         | 22                 |  |  |                           |        |
|  | Egitto                    | 23                        |                           | Spagna | 26                 |                    |  |  |                           |        |
|  | Egitto                    | 23                        |                           |        | 26                 |                    |  |  |                           |        |
|  |                           |                           |                           |        |                    |                    |  |  | Sydney, 30 settembre 2000 |        |
|  |                           |                           |                           |        |                    |                    |  |  |                           |        |

### Quarti di finale
| Sydney 26 settembre 2000, ore 14:30 | Russia | 33 – 22 (14-9) | Slovenia | Pavilion 2 |

| Sydney 26 settembre 2000, ore 16:30 | Spagna | 27 – 26 (11-13) | Germania | Pavilion 2 |

| Sydney 26 settembre 2000, ore 19:30 | Jugoslavia | 26 – 21 (10-9) | Francia | Pavilion 2 |

| Sydney 26 settembre 2000, ore 21:30 | Svezia | 27 – 23 (14-12) | Egitto | Pavilion 2 |

### Play-off 5º-8º posto
| Sydney 29 settembre 2000, ore 9:30 | Slovenia | 22 – 29 (9-17) | Francia | The Dome |

| Sydney 29 settembre 2000, ore 11:30 | Germania | 24 – 18 (10-9) | Egitto | The Dome |

### Semifinali
| Sydney 29 settembre 2000, ore 14:30 | Russia | 29 – 26 (14-15) | Jugoslavia | The Dome |

| Sydney 29 settembre 2000, ore 16:30 | Spagna | 25 – 32 (10-15) | Svezia | The Dome |

### Finale 11º posto
| Sydney 26 settembre 2000, ore 9:30 | Cuba | 26 – 24 (12-9) | Australia | Pavilion 2 |

### Finale 9º posto
| Sydney 26 settembre 2000, ore 11:30 | Corea del Sud | 24 – 19 (13-7) | Tunisia | Pavilion 2 |

### Finale 7º posto
| Sydney 30 settembre 2000, ore 14:30 | Slovenia | 28 – 34 (12-18) | Egitto | The Dome |

### Finale 5º posto
| Sydney 30 settembre 2000, ore 16:30 | Francia | 22 – 25 (11-11) | Germania | The Dome |

### Finale 3º posto
| Sydney 30 settembre 2000, ore 19:30 | Jugoslavia | 22 – 26 (9-12) | Spagna | The Dome |

### Finale
| Sydney 30 settembre 2000, ore 21:30 | Russia | 28 – 26 (13-14) | Svezia | The Dome |

## Classifica finale
| Pos | Squadre       |
| --- | ------------- |
|     | Russia        |
|     | Svezia        |
|     | Spagna        |
| 4   | Jugoslavia    |
| 5   | Germania      |
| 6   | Francia       |
| 7   | Egitto        |
| 8   | Slovenia      |
| 9   | Corea del Sud |
| 10  | Tunisia       |
| 11  | Cuba          |
| 12  | Australia     |

## Statistiche

### Classifica marcatori
Fonte: Report ufficiale dei Giochi della XXVII Olimpiade.
| Pos. | Nome             | Nazionale     | Reti | Tiri |
| ---- | ---------------- | ------------- | ---- | ---- |
| 1    | Stefan Lovgren   | Svezia        | 51   | 89   |
| 2    | Rafael Guijosa   | Spagna        | 48   | 68   |
| 3    | Roman Pungartnik | Slovenia      | 45   | 67   |
| 4    | Paek Won-chul    | Corea del Sud | 42   | 73   |
| 4    | Rolando Uríos    | Cuba          | 42   | 60   |
| 6    | Ashraf Awaad     | Egitto        | 40   | 68   |
| 6    | Ėduard Kokšarov  | Russia        | 40   | 57   |
| 8    | Hussein Zaky     | Egitto        | 37   | 71   |
| 9    | Yoon Kyung-shin  | Corea del Sud | 35   | 57   |
| 10   | Markus Baur      | Germania      | 34   | 54   |
| 10   | Dragan Škrbić    | Jugoslavia    | 34   | 51   |

## Premi individuali
Migliori giocatori del torneo.
| Ruolo            | Giocatore        |
| ---------------- | ---------------- |
| Portiere         | Peter Gentzel    |
| Ala sinistra     | Rafael Guijosa   |
| Terzino sinistro | Stefan Lovgren   |
| Centrale         | Talant Dujšebaev |
| Terzino destro   | Paek Won-chul    |
| Ala destra       | Lev Voronin      |
| Pivot            | Dragan Škrbić    |